# Bodomské vraždy

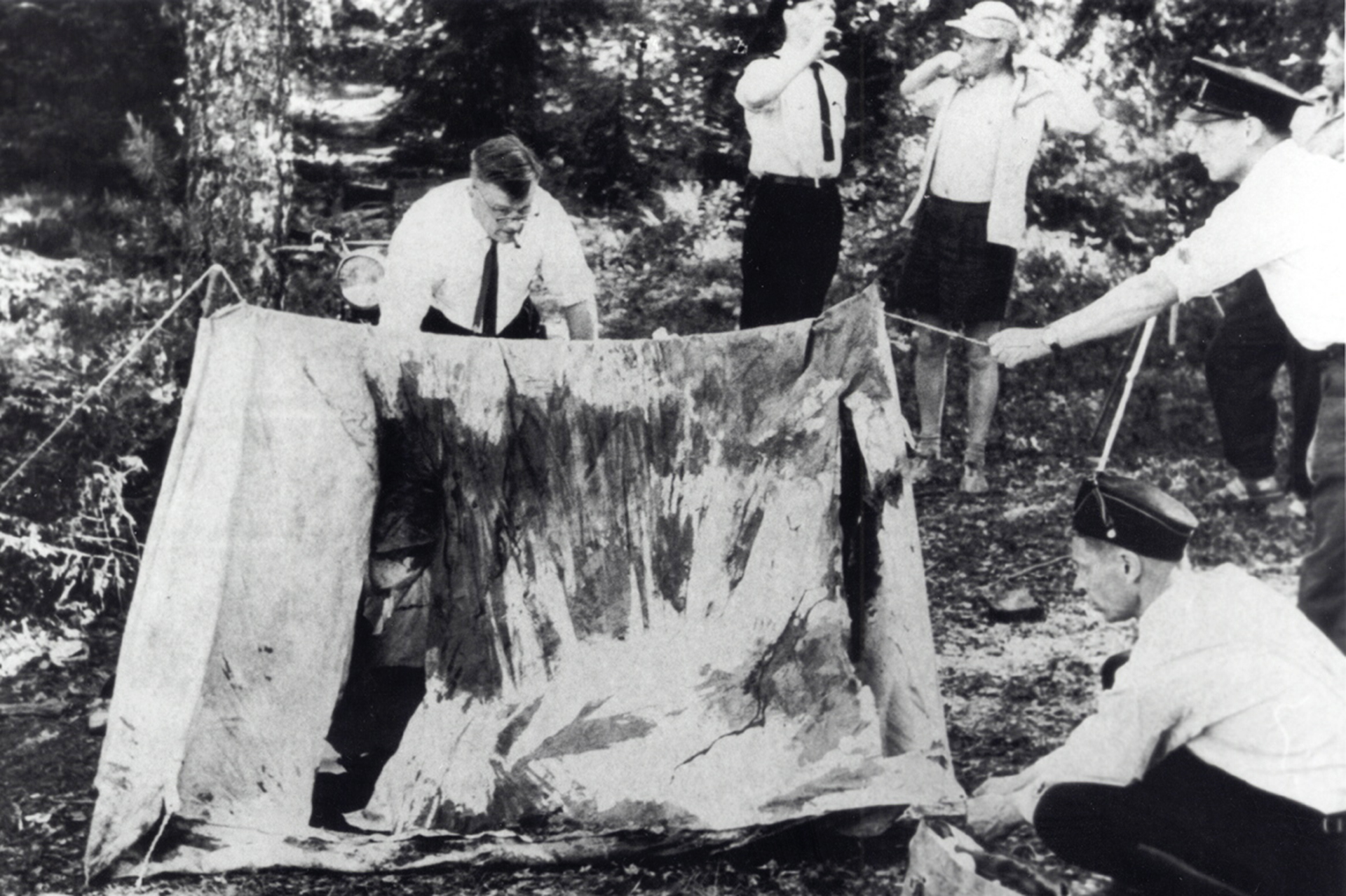
Prohlídka stanu, ve kterém došlo k vraždám

Bodomské vraždy byla trojnásobná vražda, která se udála v jižním Finsku v roce 1960 u jezera Bodom ve městě Espoo, asi 22 km západně od Helsinek. V noci 4. června 1960 tábořili čtyři mladí lidé na břehu jezera, když neznámý vrah tři z nich zabil nožem a čtvrtého zranil. Jediný přeživší, Nils Gustafsson, poté žil normálním životem až do roku 2004, kdy se stal po čtyřiačtyřiceti letech podezřelým. V říjnu 2005 byl pak okresním soudem s konečnou platností osvobozen.
Bodomské vraždy byly a jsou velmi diskutovaným tématem ve finských médiích a v případě, že se objeví nová informace nebo teorie, dostávají se obvykle opět na první stránky novin.

## Oběti
- Maila Irmeli Björklund, 15 let
- Anja Tuulikki Mäki, 15 let
- Seppo Antero Boisman, 18 let
- Nils Gustafsson, tehdy 18 let, jediný přeživší, roku 2004 zatčen, propuštěn 2005. Shledán nevinným.

## Teorie
Zhruba 12 let po vraždách - mezi 3. a 6. června 1972 - napsal jistý sebevrah ve svém dopise na rozloučenou, že to byl on, kdo spáchal Bodomské vraždy. 4. června 1960 pracoval ve stánku poblíž jezera a prodal obětem limonádu. Obecně se o něm vědělo, že neměl rád lidi, co v okolí jezera tábořili. Policejní vyšetřování nicméně dokázalo jeho nevinu a zjistilo sebevrahovo alibi (v době spáchání vražd spal doma se svou ženou, která to potvrdila).
V roce 2003 profesor Jorma Palo publikoval knihu se svou teorií. Roku 1960 Palo pracoval jako doktor v nedaleké nemocnici. Krátce po vraždách ošetřil velmi podezřelého muže. Byl to Němec Hans Assmann, který v té době pracoval jako agent Západního Německa. Podle Pala stála za nedostatečným vyšetřováním Assmanna diplomatická kamufláž. Policie toto vyvrátila s tím, že Assmann měl právoplatné alibi. V roce 1997, krátce před svou smrtí, přiznal Assmann vraždy jistému finskému novináři.

## Zatčení Nilse Gustafssona
Koncem března 2004, téměř čtyřiačtyřicet let po vraždách byl Nils Gustafsson policií zatčen. Počátkem roku 2005 prohlásila finská centrální vyšetřovací služba (Keskusrikospoliisi, KRP), že případ byl vyřešen na základě nové analýzy krevních stop. Podle oficiálního prohlášení měl přeživší Nils Gustafsson před vraždami žárlivou scénu s Irmeli Björklund, která byla tehdy jeho novou přítelkyní. Irmeli byla mnohonásobně pobodána ještě po své smrti, zatímco obě dvě druhé oběti byly zavražděny mnohem méně brutálně. Gustafssonova zranění nebyla příliš vážná.
Soud začal 4. srpna 2005. Obžaloba požadovala pro Gustafssona doživotní trest. Podle obžaloby opětovné vyšetřovaní dokázalo za použití nejmodernějších technik jako test DNA, že viníkem je právě Gustafsson. Obhajoba argumentovala tím, že vraždy byly dílem jedné či více neznámých osob a že Gustafsson utrpěl zranění podobná těm, na které zemřely ostatní oběti, a kvůli kterým by nebyl schopen zabít tři lidi. 7. října byl Nils Gustaffson osvobozen.
Poněvadž byl Gustafsson shledám nevinným, zaplatila mu Finská republika 44 900€ za psychickou újmu, kterou utrpěl následkem uvěznění.

## Zajímavosti
- Finská metalová kapela Children of Bodom své jméno odvodila právě od bodomských vražd.